# 布朗克斯公園東車站
布朗克斯公園東車站（英語：Bronx Park East station）是紐約地鐵IRT白原路線一個慢車地鐵站，位於布朗克斯伯查爾大道的薩加摩爾街，設有2號線（任何時候停站）與5號線（僅繁忙時段的尖峰方向停站）列車服務。

## 車站結構
| 月台層 | 側式月台 | 側式月台 |
| 月台層 | 北行慢車 | ← 往威克菲爾德-241街 (佩勒姆公園道) ← 黃昏繁忙時段往涅雷大道 (佩勒姆公園道)                                               |
| 月台層 | 尖峰快車 | ← 不停靠 (早上繁忙時段)                                                                                                   |
| 月台層 | 南行慢車 | ← 經第七大道往夫拉特布什大道-布魯克林學院 (東180街) → ← 早上繁忙時段經萊辛頓大道往夫拉特布什大道-布魯克林學院 (東180街) → |
| 月台層 | 側式月台 | |
| 夾層   | 夾層     | 閘機、車站詢問處、Metrocard自動售票機                                                                                     |
| Ground | 街道層   | 出入口 |

此高架車站設有兩個側式月台和三條軌道。

## 外部連結
维基共享资源上的相關多媒體資源：布朗克斯公園東車站
- nycsubway.org—IRT White Plains Road Line: Bronx Park East
- nycsubway.org — "B" is for Birds in the Bronx Artwork by Candida Alvarez (2006) （页面存档备份，存于）
- Station Reporter — 2 Train
- The Subway Nut — Bronx Park East Pictures （页面存档备份，存于）
- MTA's Arts For Transit — Bronx Park East (IRT White Plains Road Line)
- Entrance from Google Maps Street View
- Platforms from Google Maps Street View